# Peter Mortzfeld
Peter Mortzfeld (* 1936 in Marienwerder) ist ein deutscher Philologe und lebt in Wolfenbüttel.
Peter Mortzfeld studierte in Göttingen und Freiburg Klassische Philologie und Geschichte. Er wurde wissenschaftlicher Mitarbeiter an der Herzog August Bibliothek in Wolfenbüttel. Mit finanzieller Unterstützung der Volkswagenstiftung und des Verlages K. G. Saur hat Mortzfeld in jahrzehntelanger Arbeit die historische Porträtsammlung der Bibliothek gesichtet und erforscht. Von 1986 bis 2008 hat er in 50 Bänden die Sammlung dokumentiert. 
Mortzfeld hat zahlreiche Übersetzungen aus alten (Latein) und modernen (Englisch, Französisch) Sprachen angefertigt. Er besitzt eine thematisch umfassende Büchersammlung mit mehr als 8.000 Bänden.

## Veröffentlichungen
- Katalog der graphischen Porträts in der Herzog August Bibliothek Wolfenbüttel 1500–1850. Reihe A: Die Porträtsammlung der Herzog-August-Bibliothek Wolfenbüttel , Bd. 1–50, K. G. Saur, München 1986–2008, ISBN 3-598-31480-9.
  - Digitale Ausgabe Die Porträtsammlung der Herzog August Bibliothek Wolfenbüttel